# Fleur Jaeggy
Fleur Jaeggy (nascida em 31 de julho de 1940) é uma autora suíça que escreve em italiano. O Times Literary Supplement nomeou Proleterka como o Melhor Livro do Ano após sua publicação nos Estados Unidos, e seu Sweet Days of Discipline ganhou o Premio Bagutta e o Premio Speciale Rapallo.

## Vida
Após concluir seus estudos na Suíça, Jaeggy foi morar em Roma, onde se tornou amiga dos escritores Ingeborg Bachmann e Thomas Bernhard . Em 1968 foi para Milão trabalhar para a editora Adelphi Edizioni e casou-se com Roberto Calasso . Sua primeira obra-prima foi o romance I beati anni del castigo (1989). O Times Literary Supplement designou seu romance Proleterka como o melhor livro de 2003. Ela também é tradutora para o italiano de Marcel Schwob e Thomas de Quincey .
Ela trabalhou com o músico italiano Franco Battiato, sob o pseudônimo de Carlotta Wieck.